# Saint-Hilaire-la-Forêt
Saint-Hilaire-la-Forêt é uma comuna francesa na região administrativa da Pays de la Loire, no departamento de Vendéia. Estende-se por uma área de 10,88 km². Em 2010 a comuna tinha 803 habitantes (densidade: 73,8 hab./km²).